# Circuito di Diepholz
Il circuito di Diepholz è stato un autodromo ricavato da un aeroporto situato in Bassa Sassonia, nella parte settentrionale della Germania. L'aeroporto fu costruito nel 1930 e utilizzato come base aerea tedesca nella seconda guerra mondiale, durante la quale andò distrutto. Successivamente ripristinato nel 1950, è ancora oggi impiegato dall'aviazione militare della Germania.

## Il tracciato
Al pari di tutti gli altri autodromo ricavati da aeroporti, il circuito privo di variazioni altimetriche si snoda lungo l'unica pista di decollo, la via di rullaggio posta a nord di essa e i piazzali posti lungo quest'ultima. Veniva percorso in senso antiorario e la linea del traguardo era posta a due terzi della pista di decollo. Dopo averla attraversata, le vetture raggiungevano il termine del rettilineo, svoltando poi a sinistra con una curva secca a 90° e si immettevano nella pista di rullaggio. Subito il tracciato si incurvava ancora dolcemente verso destra fino a diventare quasi parallelo al rettilineo principale e a questo punto i concorrenti affrontavano la prima chicane disegnata in uno dei piazzali davanti agli hangar e si avviavano a raggiungere l'estremità occidentale della pista di decollo. L'acuto angolo incluso tra il raccordo e la pista imponevano alle vetture di affrontare uno stretto tornante e, una volta immesse sul rettilineo, due chicanes si frapponevano tra loro e la linea del traguardo. Durante gli anni il disegno delle chicanes e della prima e dell'ultima curva è stato più volte rimaneggiato per motivi di sicurezza.

## Storia

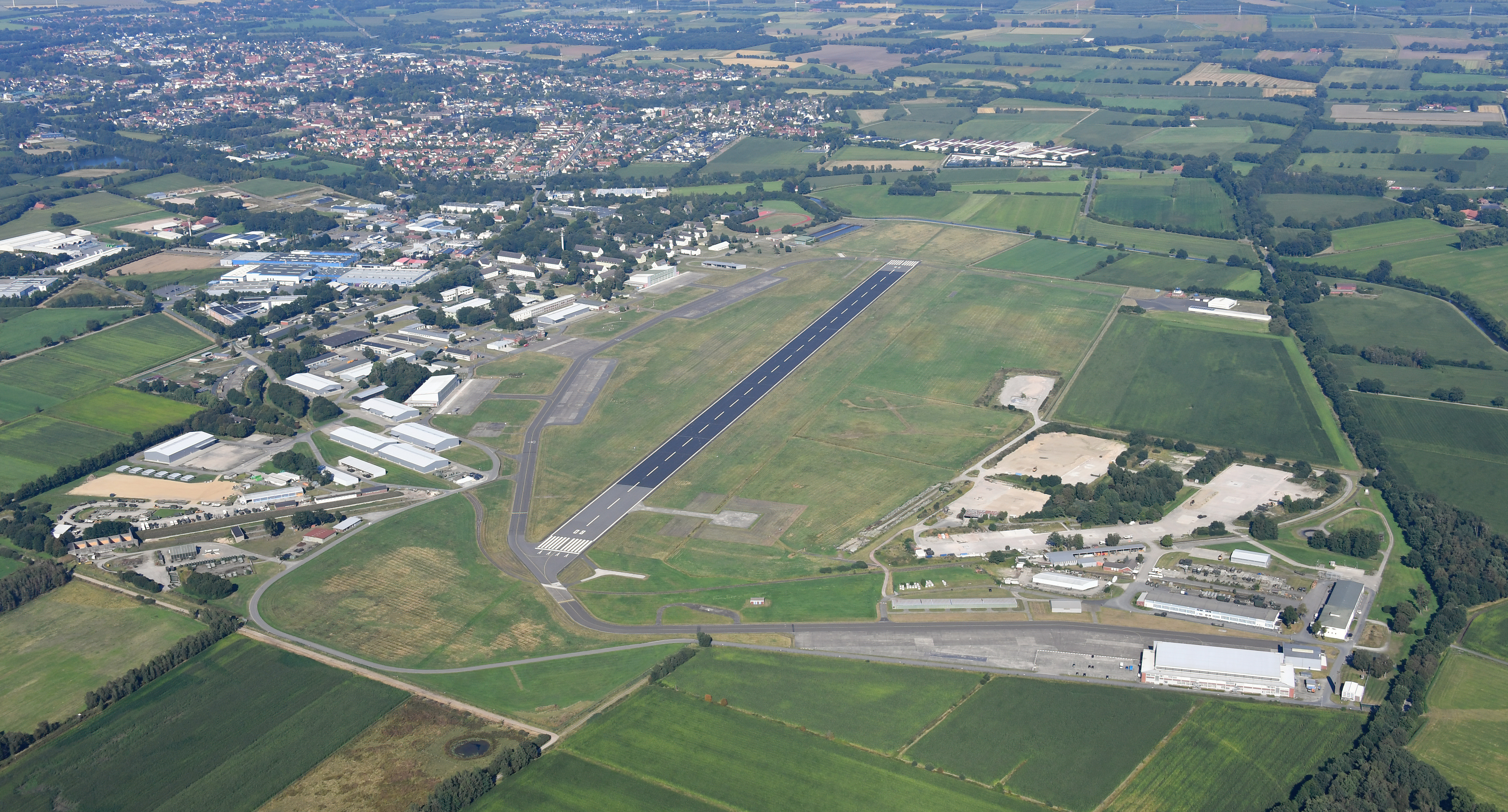
Foto aerea della base aerea di Diepholz

Negli anni sessanta in Germania vi era una forte carenza di impianti: a parte il vecchio Nürburgring e l'Hockenheimring non esistevano altri circuiti permanenti in quel momento. Alla ricerca di alternative, le gare sugli aeroporti militari divennero molto popolari. Fino al 1990, tracciati come Wunstorf, Mainz-Finthen, Kassel-Calden, Fassberg o Siegerland sono stati utilizzati per le gare dei vari campionati tedeschi, ma l'aeroporto più importante per le corse in Germania era Diepholz.
Nel 1968, il club motoristico locale "AMC Diepholz" organizzò il primo ADAC-Flugplatzrennen Diepholz. L'evento annuale divenne subito molto popolare, grazie al fatto che l'organizzatore Peter Rumpfkeil e la sua squadra non solo dimostrarono di essere in grado di ben organizzare le gare, ma anche per portare a Diepholz le più grandi stelle dello sport motoristico internazionale.

### L'arrivo del DRM
Dall'inizio del campionato nel 1972 la gara di Diepholz fu inclusa nel Deutsche Rennsport Meisterschaft (DRM), il principale campionato per vetture Turismo degli anni 1970. I migliori piloti della categoria turismo di quell'epoca, come Dieter Glemser, Frank Gardner, Hans Heyer, Toine Hezemans, Helmut Kelleners, Karl-Heinz Becker, Bob Wollek e Albrecht Krebs, corsero su questo circuito.
Il 1977 vide una delle gare più spettacolari nella storia del circuito: in quella stagione, BMW e Ford si contrapponevano nel DRM. I bavaresi schierarono tre vetture ufficiali con i giovani Eddie Cheever, Marc Surer e Manfred Winkelhock, il cosiddetto BMW Junior Team. Le tre promesse della squadra di Monaco ottennero molti successi, ma il loro comportamento in pista era un po' irruente: alla gara del Norisring, Surer aveva attaccato il pilota della Ford Hans Heyer in modo talmente brutale che entrambe le vetture rimasero completamente distrutte. Neerpasch, il direttore della "BMW Motorsport", volle raffreddare gli animi e per la gara di Diepholz lo Junior Team fu sostituita da un "Gentleman Team" composto da Hans-Joachim Stuck, Ronnie Peterson e David Hobbs.
Sfortunatamente per Neerpasch, Stuck e Peterson non hanno agito come ci si sarebbe aspettato da piloti navigati come loro. Sotto la pioggia battente condussero una battaglia privata che si concluse sfiorando il dramma: Peterson mancò il suo punto di frenata alla fine del rettilineo del traguardo, uscì di strada distruggendo la sua BMW 320 e riuscì a fermarsi solo a pochissima distanza dagli spettatori. Molti altri piloti si girarono sulla pista scivolosa e fu Hans-Joachim Stuck a vincere dopo una gara senza errori.
Dopo questa gara e l'incidente di Peterson, ci furono un sacco di critiche dalla stampa circa la sicurezza sul Diepholz e le squadre si lamentarono dei danni subiti dalle auto. A quel tempo, le chicane del circuito di Diepholz erano caratterizzate da vecchi bidoni e pneumatici: colpirli significava un sacco di lavoro per i meccanici e il DRM decise quindi di non tornare a Diepholz nel 1978. Peter Rumpfkeil doveva perciò elaborare una nuova idea per quell'anno: portò 20 Chevrolet Camaro dalla Svezia a Diepholz per la "Camaro-Supercup 1978" e, naturalmente, riuscì ad avere piloti come Stuck, Mass e Stommelen in quelle auto. I tifosi furono entusiasti e lo spettacolo fu perfetto: nel 1979 il DRM tornò a Diepholz.

### La Corsa dei Campioni
Con la crisi che sembrava affliggere il DRM per il 1981, alla fine del 1980 Rumpfkeil cancellò la gara del campionato per poter organizzare un eccezionale evento isolato: la Corsa di Campioni. L'elenco degli iscritti di tale gara del 1981 comprendeva i maggiori esponenti dell'automobilismo di quel momento: il campione di Formula 1 Alan Jones, John Watson, Hans-Joachim Stuck, Hans Heyer, il campione di Rally Walter Röhrl, Björn Waldegaard, Michèle Mouton e molti altri. Su vetture identiche (le Ford Escort XR3) offrirono un grande spettacolo per gli appassionati accorsi a Diepholz o davanti alla televisione. Fu Hans-Joachim Stuck che si laureò Campione dei Campioni vincendo la gara.

### Gli anni del DTM
Nel 1983 gli sportprototipi del Gruppo C fecero la loro prima apparizione sull'aeroporto. Le Porsche 956 e 962, la Sauber-Mercedes C9 e la Nissan Turbo rimangono le vetture più veloci che abbiano mai corso su questa pista. Ma un nuovo campionato tedesco per vetture turismo, chiamato Deutsche Tourenwagen Meisterschaft (DTM), ben presto si è rivelata più popolare delle potenti sportprototipo. Il DTM corse a Diepholz nel 1984 e nel 1985 ma tutto finì in uno scandalo. Le vetture da turismo erano dotate per regolamento di silenziatori di scarico, ma Rumpfkeil volle avere sul campo d'aviazione il suono delle vetture a scarico libero: così incoraggiò le squadre a rimuovere dalle auto i silenziatori. Alcune squadre lo fecero, altre no. Ci furono proteste e Rumpfkeil si mise nei guai con la federazione automobilistica nazionale, cosicché Diepholz perse la gara del DTM fino al 1989.
Quando il DTM ritornò nel 1989, il circuito era cambiato: i vecchi bidoni e le gomme erano spariti, sostituiti da cordoli di plastica installati per il weekend di gara e rimossi in seguito. Anche il tracciato era cambiato. Fino al 1996 (l'ultimo anno del DTM) Diepholz faceva parte del campionato: era ancora una gara su una pista non permanente ed era necessaria una enorme quantità di lavoro preparare l'evento. Ad esempio, l'installazione delle tribune per gli spettatori, i cordoli, le barriere, il paddock. Nel 1996 Rumpfkeil e la sua squadra aggiunsero una via di fuga in ghiaia alla fine del rettilineo del traguardo, ma i team dovevano arrangiarsi perché ancora non c'erano i box coperti. Circa 60.000 spettatori hanno assistito alle gare nel 1996, la folla più grande mai vista, e quella edizione fu il canto del cigno nella storia del circuito: il DTM/ITC fallì alla fine della stagione.
Nel frattempo, Peter Rumpfkeil è stato uno dei promotori del nuovo circuito permanente a Oschersleben, e così le gare a Diepholz ebbero i giorni contati. Il 1997 ha visto l'evento annuale tenersi con alcune gare di categorie minori. Il sipario è calato nel 1998, esattamente trent'anni dopo la prima gara al campo d'aviazione.